# Dicranoptycha yamata
Dicranoptycha yamata là một loài ruồi trong họ Limoniidae. Chúng phân bố ở miền Cổ bắc.